# Tom Davis (acteur)
Pour les articles homonymes, voir Tom Davis et Davis.
Thomas James Davis, dit Tom Davis, né le 13 août 1952 à Saint Paul,  (Minnesota), et mort le 19 juillet 2012 à Hudson, (New York), est un acteur, humoriste, scénariste, réalisateur et producteur américain.

## Filmographie

### Acteur
- 1976 : Tunnel Vision (en) de Neal Israel et Bradley R. Swirnoff : Tom
- 1978 : All You Need Is Cash (TV) : Decline's henchman
- 1983 : Un fauteuil pour deux (Trading Places) de John Landis : Baggage Handler #2
- 1983 : The Coneheads (TV) : Barry Paisner (voix)
- 1986 : One More Saturday Night : Larry Hays
- 1989 : The Feud : Teammate
- 1991 : Face of a Stranger (TV) : Don
- 1993 : Coneheads : Supplicant
- 1995 : Trailer Park (série télévisée) : Host
- 1998 : Blues Brothers 2000 : Prison Clerk
- 2001 : Évolution : Governor's Aide

### Scénariste
- 1977 : The Paul Simon Special (TV)
- 1981 : Steve Martin's Best Show Ever (TV)
- 1983 : The Coneheads (TV)
- 1984 : Franken and Davis at Stockton State (TV)
- 1985 : The Best of John Belushi (vidéo)
- 1986 : Saturday Night Live: The Best of Robin Williams (vidéo)
- 1986 : The Best of Dan Aykroyd (vidéo)
- 1986 : One More Saturday Night
- 1992 : Best of Saturday Night Live: Special Edition (vidéo)
- 1993 : The Best of the Blues Brothers (vidéo)
- 1993 : Coneheads
- 1995 : Trailer Park (série télévisée)
- 1999 : Saturday Night Live: 25th Anniversary (TV)
- 2001 : Hitting the Wall

### Réalisateur
- 2001 : Hitting the Wall

### Producteur
- 1975 : Saturday Night Live (série télévisée)